# Chongzuo
Chongzuo (kinesisk: 崇左 ; pinyin: Chóngzuǒ) er et bypræfektur i provinsen Guangxi i Folkerepublikken Kina. Det har et areal på 17.440 km², hvoraf 7.190 km² er skovklædt, og en befolkning på 2.360.000 mennesker med en tæthed på 135 indb./km² (2007). Præfekturet er hjemsted for en af de stor befolkning af Zhuang-folket.
Chongzuo ligger i den sydvestlige del af Guangxiprovinsen. Den grænser til Nanning mod øst, Baise mod nord, Fangchenggang mod syd og Vietnam mod vest. 

## Administrative enheder
Bypræfekturet Chongzuo har jurisdiktion over et distrikt (区 qū), et byfylke (市 shì) og 5 amter (县 xiàn).
| Kort               | Kort      | Kort   | Kort          | Kort                   | Kort        | Kort      | Kort | Kort |
| ------------------ | --------- | ------ | ------------- | ---------------------- | ----------- | --------- | ---- | ---- |
| Kort over Chongzuo |           |        |               |                        |             |           |      |      |
| #                  | Navn      | Hanzi  | Pinyin        | Befolkning (2004 est.) | Areal (km²) | Indb./km² |      |      |
| Distrikter         |           |        |               |                        |             |           |      |      |
| 1                  | Jiangzhou | 江州区 | Jiāngzhōu Qū  | 340.000                | 2.902       | 117       |      |      |
| Byamt              |           |        |               |                        |             |           |      |      |
| 2                  | Pingxiang | 凭祥市 | Píngxiáng Shì | 100.000                | 650         | 154       |      |      |
| Amter              |           |        |               |                        |             |           |      |      |
| 3                  | Fusui     | 扶绥县 | Fúsuí Xiàn    | 420.000                | 2.876       | 146       |      |      |
| 4                  | Daxin     | 大新县 | Dàxīn Xiàn    | 350.000                | 2.756       | 127       |      |      |
| 5                  | Tiandeng  | 天等县 | Tiānděng Xiàn | 410.000                | 2.159       | 190       |      |      |
| 6                  | Ningming  | 宁明县 | Níngmíng Xiàn | 400.000                | 3.779       | 106       |      |      |
| 7                  | Longzhou  | 龙州县 | Lóngzhōu Xiàn | 270.000                | 2.318       | 116       |      |      |